# Silver Raiders
Silver Raiders è un film del 1950 diretto da Wallace Fox.
È un western statunitense con Whip Wilson, Andy Clyde, Leonard Penn e Virginia Herrick.

## Produzione
Il film, diretto da Wallace Fox su una sceneggiatura di Daniel B. Ullman, fu prodotto da Vincent M. Fennelly per la Transwestern Pictures e girato nel maggio 1950. Il titolo di lavorazione fu Mexican Silver.

## Distribuzione
Il film fu distribuito negli Stati Uniti dal 20 ottobre 1950 (première a il 20 agosto) al cinema dalla Monogram Pictures.
Altre distribuzioni:
- nel Regno Unito nel 1950 dalla Associated British Film Distributors
- negli Stati Uniti in VHS nel 2000 dalla Grapevine Video
- negli Stati Uniti in VHS nel 2001 dalla Henwood Video
- negli Stati Uniti in DVD nel 2005 dalla Comet Video